# Ogulin vára
Ogulin vára (horvátul: Stari grad Ogulin), várkastély Horvátországban, a Dobra partján fekvő Ogulin városában.

## Fekvése
A vár Ogulin központjában, a Dobra folyó szakadéka a „Đulin ponor” fölé magasodó fennsíkon épült, ott ahol a folyó egyik ága visszakanyarodik egészen a kastély tornyai mögé.

## Története
Ogulin felépítését, nem sokkal 1493 után kezdte meg Frangepán Bernardin gróf, uradalmának határait pedig a modrusi és vitunji uradalomtól elvett területekből állapította meg. Maga a vár különösen jól védhető helyen, a Dobra folyó szakadéka a „Đulin ponor” fölé magasodó fennsíkon épült, ott ahol a folyó egyik ága visszakanyarodik egészen a kastély tornyai mögé. A vár természetes védelmét még délkeleten és délnyugaton várárokkal toldották meg, így a vár megfelelő vízállás esetén vízzel teljesen körül volt véve. A törökök elfoglalták Likát és Korbáviát, Likából 1527-ben török szandzsákot alakítottak ki. Ogulin vára egy csapásra a török elleni védelem első vonalába került és stratégiai szerepe ugrásszerűen megnőtt. A 16. században vidékére a tengermellékről menekült uszkókok telepedtek le. 1553-ban Lenkovics Iván zenggi várkapitány királyi katonasággal erősítette meg védelmét, 1570-ben pedig a katonai határőrvidék 13. kapitányságának a székhelye, a határőrvidék egyik legfontosabb vára lett. Egy 1558-as adat szerint a városban ekkor mindössze 37 ember élt és ez a szám egészen a 17. század elejéig lényegében nem is változott. 1584-ben és 1585-ben törökök számos környékbeli házat felégettek. A Frangepánok kísérletei, hogy a várat a határőrvidék igazgatása alól visszaszerezzék rendre kudarcot vallottak. Az uradalom jobbágyainak 1622-ben Frangepán Farkas által adott kiváltságokat a katonai parancsnokok hamarosan visszavonták. A törökök betörések okozta nyomorúságot, az Ogulini határőrvidék parancsnoksága még tovább fokozta, a lakosság sanyargatásával, mely ellen a Frangepánok többször eredménytelenül léptek fel. A várat 1642-ben jelentősen megerősítették, falait kijavították. Ezt követően többször volt a török elleni katonai akciók kiindulópontja. 1671-ben Frangepán Ferenc Kristóf kivégzésével a család férfiágon kihalt, birtokaikat a királyi kamara kebelezte be. Ezzel megszűnt a család és a katonai hatóságok közötti évszázados harc. 1746-ban a határőrvidékek átszervezésével Ogulin a 6. Ogulini ezred parancsnokságának székhelye lett és maradt egészen a határőrvidék 1873-as megszüntetéséig.

## A vár mai állapota
Ogulin vára a város központjában áll a Đulin szakadék felett. Alaprajza szabálytalan négyszög. A Đulin szakadék tulajdonképpen a Dobra folyó szurdoka, mely a várhoz érkezve itt tűnik el, egyúttal itt kezdődik Ogulin 16 km hosszú barlangrendszere. A mai formájában reneszánsz várkastély tulajdonképpen az egykori vár központi része volt. Két hatalmas patkó alakú toronnyal határolt négyszintes épület, melyet eredetileg a délkeleti oldalon húzódó várfalba illesztették. A tornyok egykor börtönként szolgáltak. Az övező falak egy része is fennmaradt az azt erősítő félköríves tornyokkal. A várba a Đulin szakadékon átívelő hídon át lehetett bejutni. Az egykori négyzetes torony aljában kialakított várkapu közelében áll a máig fennmaradt Szent Bernát várkápolna. A kápolna késő gótikus épület sokszögű szentélyzáródással. A vár udvara ma szépen gondozott park. A kastélyépületben ma nyilvános könyvtár és a helytörténeti múzeum működik. A múzeum 1967-ben nyitotta meg kapuit, régészeti, néprajzi és fegyvergyűjteménye mellett, Ivane Brlić-Mažuranić emlékszoba és Stjepan Galetić festőművész állandó kiállítása látható benne.